# 명부
명부(命婦)는 한반도의 옛 국가였던 고려와 조선, 중국, 베트남의 옛 황조 및 일본 황실에서 특정한 법적 기준에 따라 봉작 된 여성이 속한 관청이자 통칭으로, 내명부와 외명부로 나뉜다.

## 분류
내명부(內命婦)
- 후궁(後宮)
  - 한국
  - 중국
  - 일본
- 궁녀(宮女)
  - 한국
  - 중국
  - 일본

외명부(外命婦) - 한국, 중국, 일본
- 의친녀(議親女): 공주(公主), 궁주(宮主), 옹주(翁主), 군주(郡主), 현주(縣主), 택주(宅主), 부부인(府夫人: 왕비 모) 등
- 종친처(宗親妻): 국대부인(國大夫人), 국부인(國夫人), 부부인(府夫人: 대군 처), 군부인(郡夫人), 현부인(縣夫人), 복진(福晉) 등
- 대신처(大臣妻): 국대부인(國大夫人), 국부인(國夫人), 정경부인(貞敬夫人), 정부인(貞夫人), 숙부인(淑夫人) 등.

## 같이 보기
- 내명부